# 渡仔頭吳保宮
渡仔頭吳保宮，位於臺灣臺南市北門區錦湖，急水溪以北，八掌溪以南之廟宇，主神為吳府千歲。廟宇原所在地區曾隸屬學甲十三庄之一的錦湖，即為今日北門區渡仔頭庄頭，也是庄頭中渡仔頭聚落的角頭公廟，因此在學甲慈濟宮的上白礁謁祖與學甲香的基本參與成員之一。

## 廟宇沿革

### 建廟前
今吳保宮所祀主神吳府千歲，早期由開墾渡仔頭的郭姓祖先祀奉。隨著當地人口增多，神像由爐主輪流負責，因有感神威庇佑使八掌溪洪水未氾濫於民國59年（1970）才由當時的村長郭連榜號召庄內今北門區錦湖里居民等人發起建廟活動建設公厝並將主神吳府千歲請至公厝方便居民信徒祭拜。

### 建廟與祭祀神明
民國59年（1970）村長郭連榜等人向眾人募資發起建廟，創立吳保宮，除了主神吳府千歲外，並奉祀佛祖媽、保生大帝與中壇元帥等。民國80年（1991）廟宇重建期間，另雕三虎將軍神像，並建設天兵天將廟(原草寮)奉祀天兵天將；為全台唯二之天兵天將廟宇。
民國90年初經主神吳府千歲指示因本庄有宋江陣，故在雕建奉祀田都元帥 。

## 廟會祭典與陣頭
渡仔頭吳保宮有關的廟會慶典主要為每年農曆9月13日的吳府千歲聖誕前往學甲慈濟宮、南鯤鯓代天府刈香，農曆2月26天兵天將聖誕(庄內舉辦拜拜)；以及四年一科的學甲上白礁暨刈香（由學甲慈濟宮主辦，舉行於農曆三月底）
本庄為了廟會祭典的需要，吳保宮於民國68年自強年（1979年）成立宋江陣、車鼓陣
宋江陣部份聘有高雄彌陀區鹽埕里的教練前來指導，早期隊員多數由本庄旅居高雄居民及少數本庄居民自發性參與組成宋江陣並由旅居高雄 郭晉國領隊；早期為南下高雄團練再回鄉參與慶典，後因高雄隊員人數漸少改回本庄團練；近年來經由新化區大目降囡仔宋江陣交流得知本陣之陣套源自新化區許丑之教練至高雄彌陀區授藝輾轉至本庄；近年本庄宋江陣擔任學甲慈濟宮保生大帝出巡駕前護衛既請水儀式。。
車鼓陣本庄車鼓陣之樂器及唸歌皆由人力現場演奏；於學甲慈濟宮60年代膠片有錄製到，本陣於民國95年後因成員年老及人員短少無法補充之下，故解散。

## 政策推動空間

### 偏鄉巡迴醫療
為解決錦湖里及雙春里偏鄉就醫不便的問題，健保署與北門區公所等機構引進巡迴醫療服務，於包含吳保宮、太興宮等地方廟宇提供診療。

## 圖集

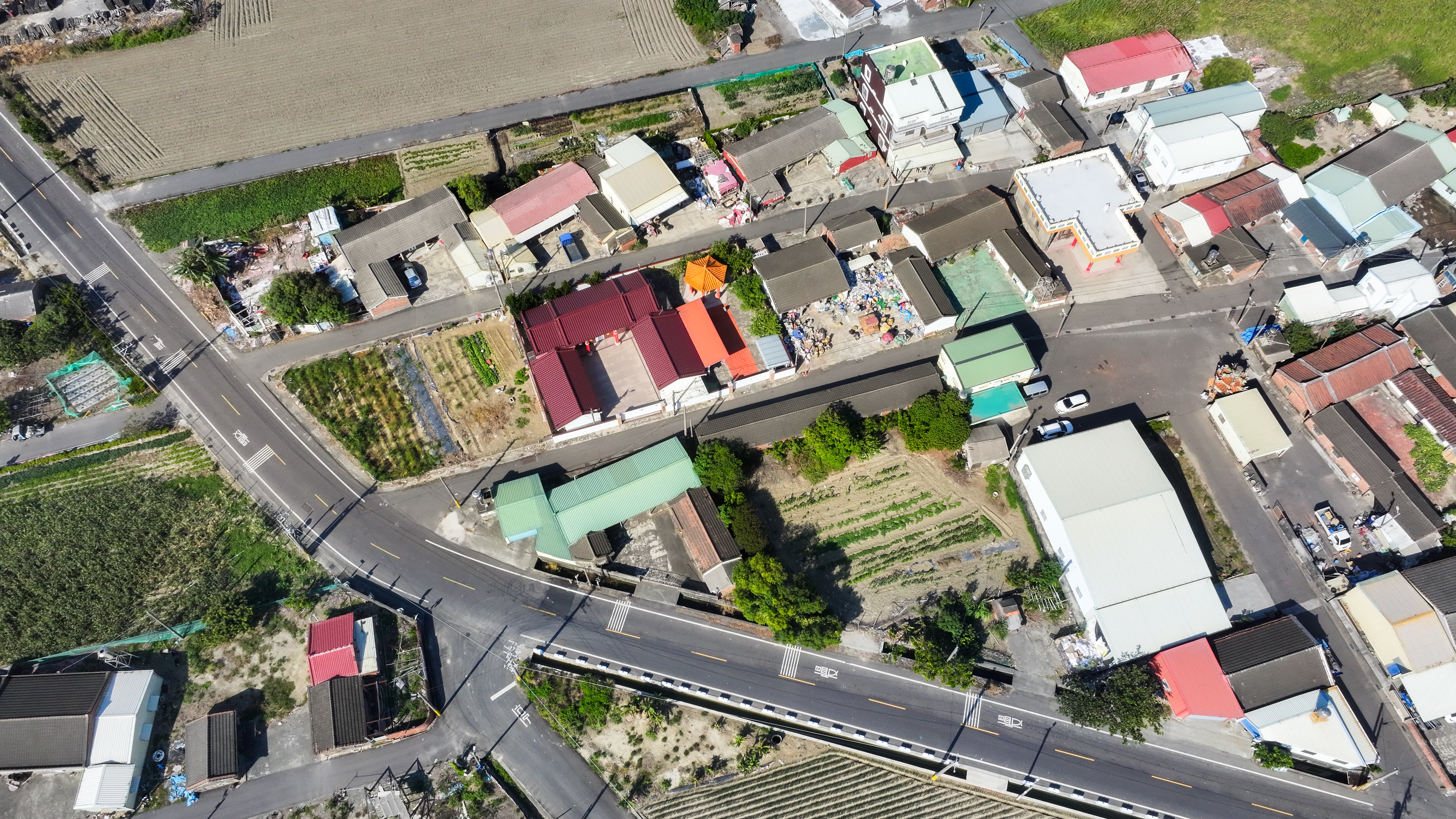
寺廟周圍空照鳥瞰
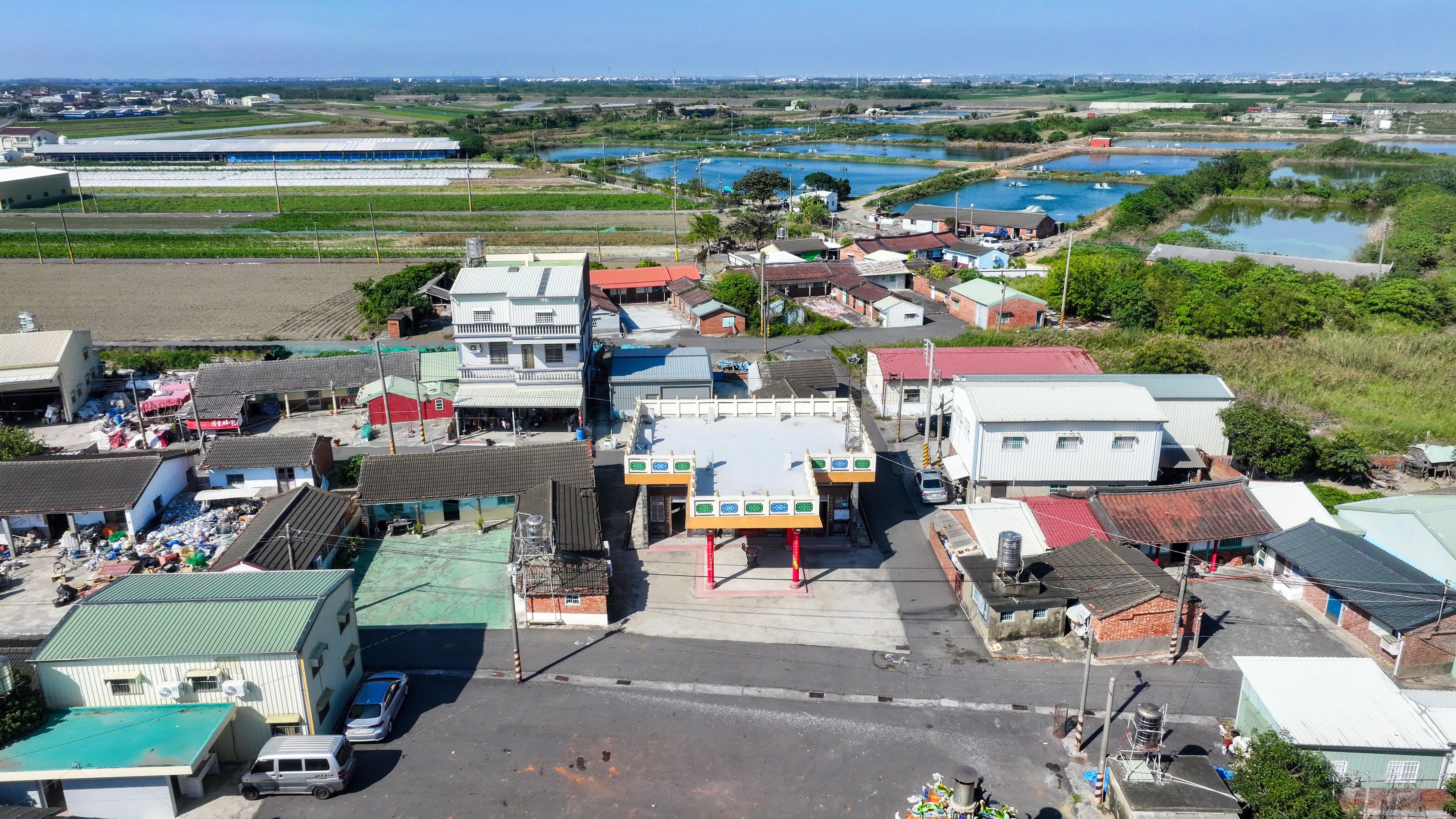
廟宇正面廣場鳥瞰
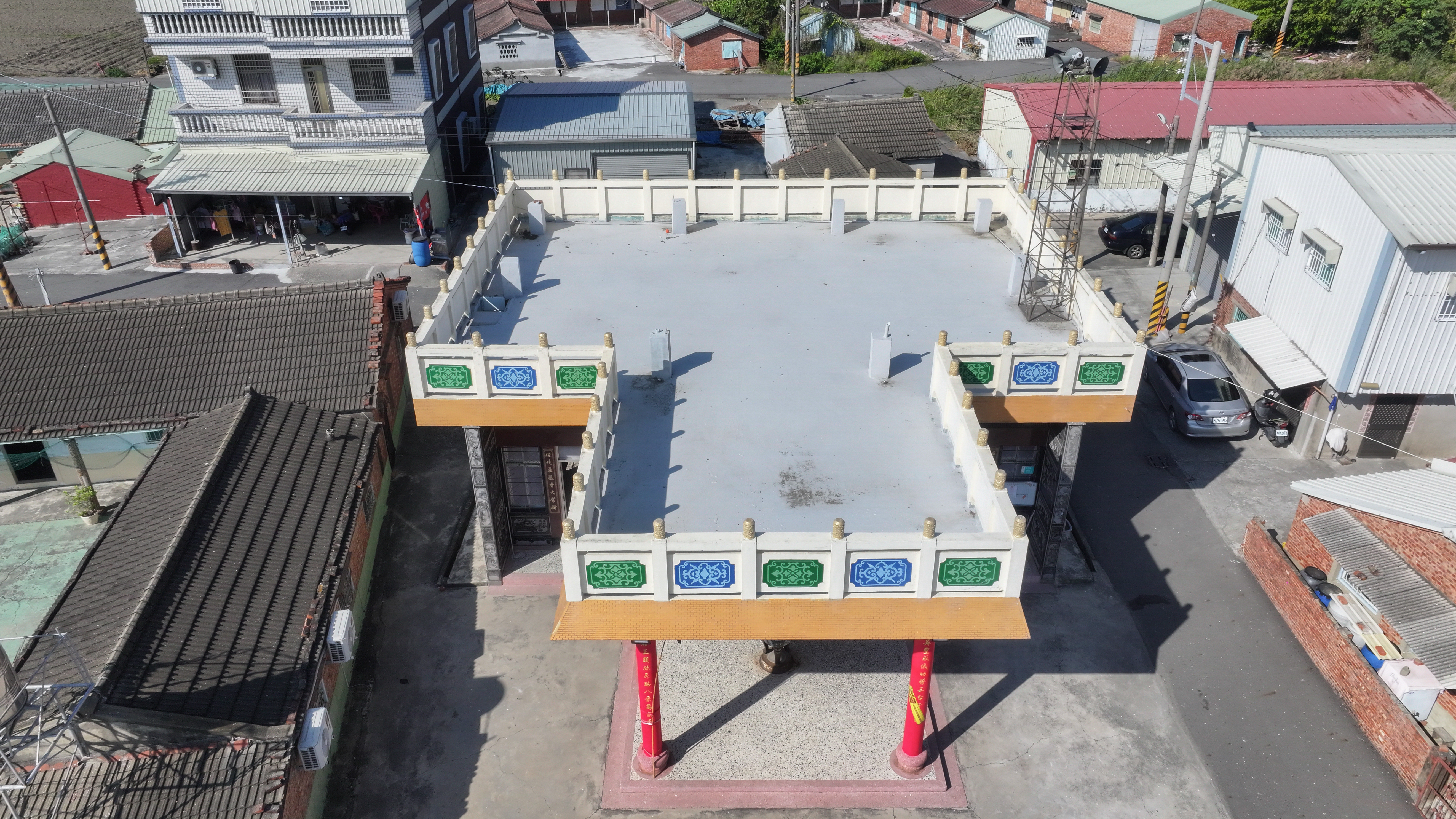
一般民宅式樣的廟頂
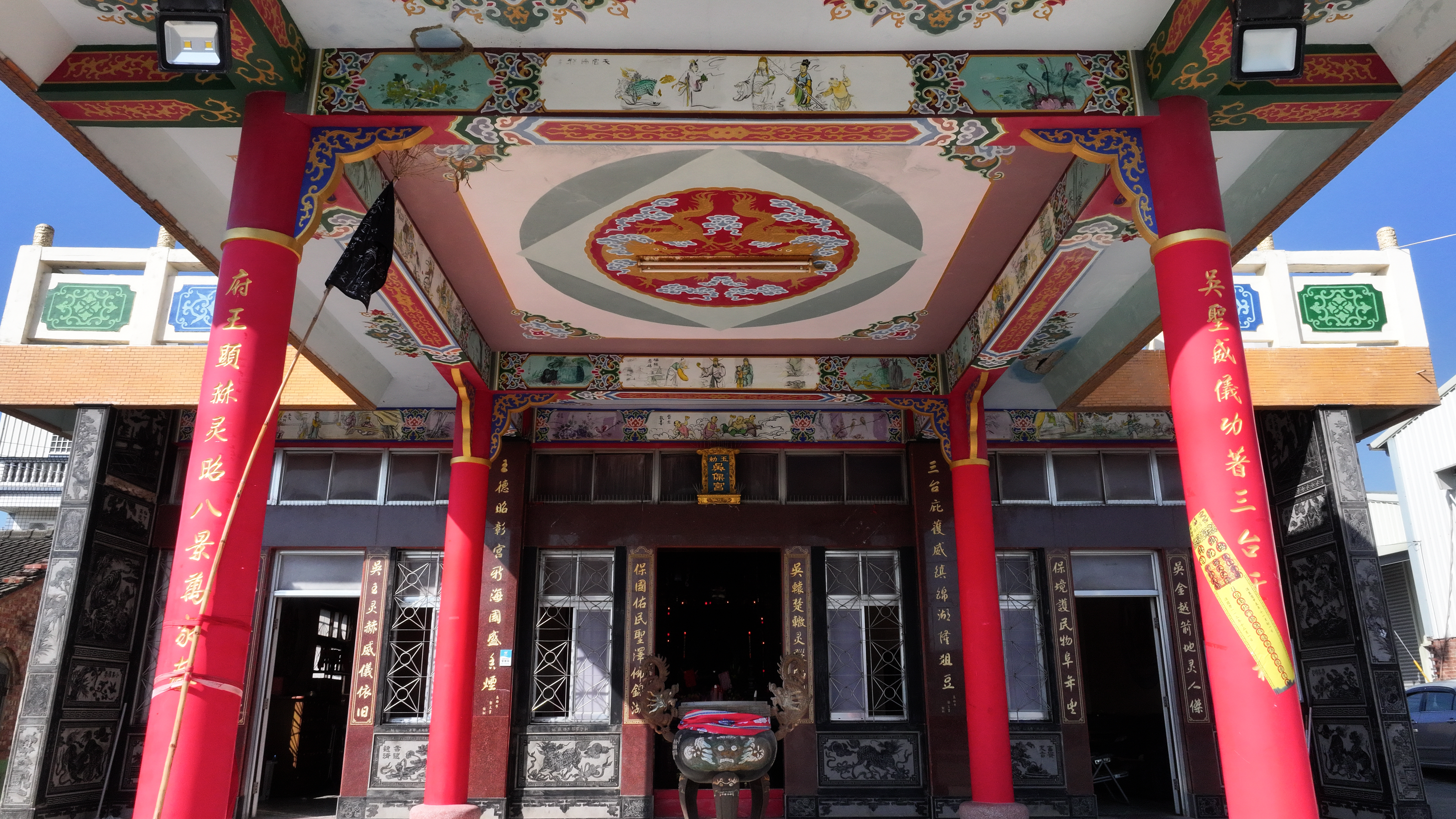
廟庭雨遮的彩繪
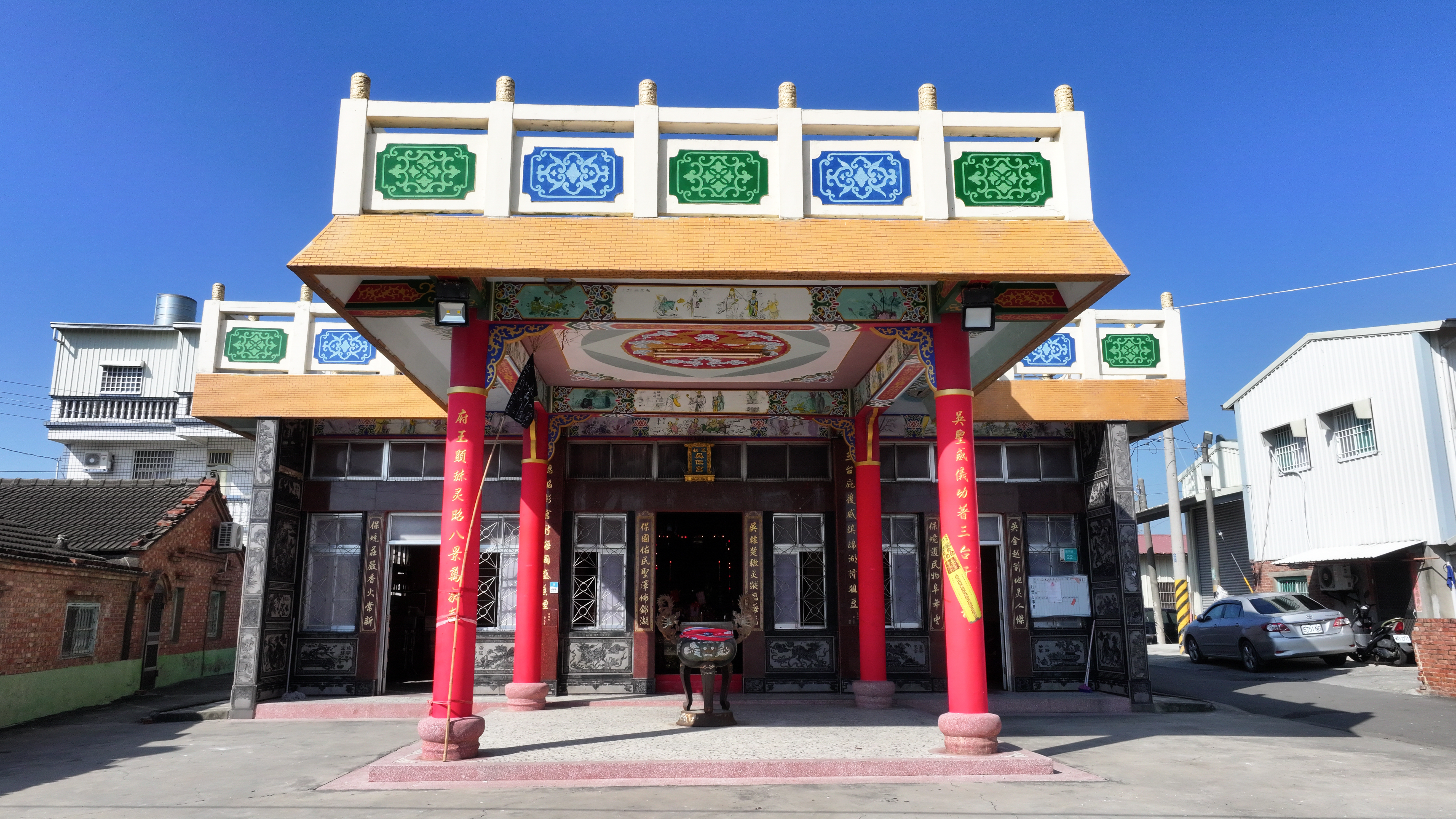
廟前正面

## 外部連結
渡仔頭吳保宮